# Liigvalla
Liigvalla är en ort i Estland. Den ligger i Rakke kommun och landskapet Lääne-Virumaa, i den centrala delen av landet, 90 km sydost om huvudstaden Tallinn. Liigvalla ligger 90 meter över havet och antalet invånare är 106.
Terrängen runt Liigvalla är mycket platt, och sluttar söderut. Runt Liigvalla är det glesbefolkat, med 8 invånare per kvadratkilometer. Närmaste större samhälle är Rakke, 6,2 km öster om Liigvalla. I omgivningarna runt Liigvalla växer i huvudsak blandskog.